# Félix Le Garrec
Félix Le Garrec, né à Plonéour-Lanvern (Finistère) le 29 mars 1930 est un photographe et cinéaste français. 
Il vit à Plonéour-Lanvern avec sa femme Nicole Le Garrec, réalisatrice. Ils ont notamment réalisé le film Plogoff, des pierres contre des fusils : Félix à la prise de vue, Nicole à la réalisation,.

## Biographie
Félix Le Garrec découvre la photographie lors d'un séjour en sanatorium à 19 ans et décide de tourner le dos à une carrière dans la conserverie des grands-parents.
Après diverses expériences photographiques à Paris, il ouvre, en 1956, un magasin de photos à Plonéour-Lanvern. Mariages, communions, mais aussi, portraits, scènes de la vie quotidienne, paysages, photos de Bigoudènes, de marins-pêcheurs, d'enfants, d'artisans, de tziganes, mais aussi des photos de mode, illustrations de pochettes de disques, agrandissements géants, projections pendant des concerts (Alan Stivell à l'Olympia par exemple)... 
Le Télégramme lui ouvre ses colonnes en publiant chaque semaine l'une de ses photos en Une, de 1966 à 1970.

### Photographe de plateau
En 1958, les acteurs du film Les Naufrageurs découvrent par hasard les clichés qu'il a pris "à la sauvette" de ce tournage dans le Pays Bigouden et qu'il a exposés dans la vitrine de son magasin à Plonéour-Lanvern. Le producteur Gwénaël Bolloré sollicite Félix Le Garrec qui découvre ainsi le milieu du cinéma. En 1968, Jacques Perrin, producteur de Z, le film de Costa-Gavras, de passage à Plonéour, le recrute comme photographe de plateau sur ce film tourné à Alger.
Félix Le Garrec réalise plusieurs reportages photographiques sur la vie locale dans le Pays Bigouden, la pêche, les Tziganes... En 1969, il travaille dans un laboratoire qui se crée à Alger, sur les agrandissements géants.
En 1969, Nicole et Félix Le Garrec quittent leur magasin de photos pour se consacrer pleinement à leurs activités audiovisuelles.
En 1970, le couple fonde, avec le cinéaste René Vautier, l'UPCB, l'Unité de production cinématographique Bretagne, pour produire et réaliser des longs-métrages en Bretagne.
Félix le Garrec travaille comme photographe de plateau sur Des goûts et des couleurs, tourné en Argentine, Avoir vingt ans dans les Aurès sur la guerre d'Algérie, réalisés par René Vautier, La Folle de Toujane, coréalisé par René Vautier et Nicole Le Garrec.
À partir de 1972, il réalise, avec Nicole Le Garrec, des reportages photos, des diaporamas, des films, sur la langue bretonne, le remembrement, la marée noire, l'opposition au nucléaire, mais aussi à l'étranger, au Vietnam, au Mali, en Roumanie...

### Des diaporamas et des films
Avec sa femme, il crée la société Bretagne Films, et réalise des diaporamas : Le Remembrement (Centre-Bretagne, 1972), La langue bretonne (1974) ; Les ardoisiers de Commana, C'est pas vrai que j'ai 80 ans (à Pontanézen, Brest, avec la sociologue Simone Pennec), et des films documentaires : Les enfants dauphins, Languivoa, La porte du Danube (tourné en Roumanie), Pierre-Jakez Hélias, La Galoche, Plogoff, des pierres contre des fusils.

#### Plogoff, des pierres contre des fusils
Le film Plogoff, des pierres contre des fusils réalisé en 1980 sur le mouvement d'opposition au projet de centrale nucléaire à Plogoff marque sa carrière.
Au départ, Nicole et Félix Le Garrec se rendent à Plogoff pour participer aux manifestations antinucléaires. Très vite, ils ont la conviction profonde que le soulèvement des habitants de cette petite commune proche de la pointe du raz, toutes générations confondues, mais femmes en tête, est exceptionnel. Ils perçoivent qu'il y a là un témoignage essentiel à préserver, d'autant que toutes les chaînes de télévision françaises brillent par leur absence.
Leur documentaire bénéficiera d'une diffusion dans les cinémas, ce qui est tout à fait exceptionnel au début des années 1980. Il rencontre son public avec 100 000 spectateurs (source CNC) en quelques mois, cinq fois plus que la moyenne des documentaires au cinéma. Un succès qui ne s'est pas démenti puisqu'en plus de 35 ans, ce sont près de 250 000 spectateurs qui ont vu le film.
Aujourd'hui, la controverse autour du nucléaire reste d'actualité et Nicole et Félix Le Garrec restent régulièrement sollicités pour des projections-débats.
En 2019, le film Plogoff, des pierres contre des fusils, restauré en 2019 d'après le scan du négatif d'origine, est sélectionné à Cannes Classics [archive], la section dédiée aux films de patrimoine du Festival de Cannes. Il est ressorti au cinéma à partir de février 2020.

## L'Atelier régional cinématographique Bretagne (ARC)
Après 1981, dans le cadre de la loi sur la décentralisation, cinq ateliers régionaux de cinéma sont créés en France, à l'initiative du ministre de la Culture de l'époque, Jack Lang. En 1982, l’ARC (Atelier régional cinématographique Bretagne) voit le jour à Quimper. Sa direction est confiée à Félix Le Garrec. 
L'ARC s'équipe de studios et de matériel professionnel, et met en place des formations (son, montage, réalisation, écriture, jeu d'acteurs...), dans le but de favoriser l'émergence d'une production cinématographique régionale, qui n'existait pas jusque-là,.

## Littérature

### Le Siècle des Bigoudènes
En 2000, Nicole et Félix Le Garrec publient Le siècle des Bigoudènes où Félix Le Garrec a rassemblé des photos noir et blanc du Pays Bigouden des années soixante, souvenirs de l'époque où il tenait un magasin de photographe à Plonéour-Lanvern. Les textes de cet ouvrage bilingue français/breton ont été écrits par Nicole Le Garrec (édition Blanc Silex, préface de Jean Failler).

### Vivre et lutter pour des images
En 2011, Nicole et Félix Le Garrec publient Vivre et lutter pour des images, un coffret retraçant, en deux recueils (2 fois 140 pages), leur parcours de photographes-cinéastes, depuis leurs débuts dans leur magasin de photos à Plonéour-Lanvern, jusqu'à l'aventure de Plogoff, des pierres contre des fusils. Un ouvrage réalisé à quatre mains : les photos sont de Félix Le Garrec, les textes de Nicole Le Garrec (éditions Coop Breizh).

### Témoins silencieux en baie d'Audierne
En 2017, Nicole et Félix Le Garrec publient un troisième livre de photos : Témoins silencieux en baie d'Audierne,, aux Éditions Vivre tout simplement. Félix photographie depuis presque soixante ans la Baie d'Audierne, et ses plages de Plovan et Tréguennec. Ses clichés proposent un voyage à travers les années de ce site sauvage et magique.

## Diaporamas
- Le remembrement (réalisé au Centre-Bretagne, 1972)
- La langue bretonne (1976)
- Les ardoisiers de Commana
- C'est pas vrai que j'ai 80 ans (à Pontanézen, Brest)

## Filmographie
- 1978 : Le poisson commande (coréalisé avec René Vautier et Yann Le Masson)
- 1978 : Mazoutés aujourd'hui, coréalisation Nicole et Félix Le Garrec, sur la marée noire de l' Amoco Cadiz
- 1980 : Santik Du, réalisation Félix et Nicole Le Garrec
- 1980 : Plogoff, des pierres contre des fusils. Film restauré en 2019, sélectionné à Cannes Classics (section du Festival de Cannes dédiée aux films restaurés)
- 1992 : La Porte du Danube, réalisation Nicole Le Garrec